# Kilkenny (Minnesota)
Kilkenny è un comune degli Stati Uniti d'America, situato nello Stato del Minnesota, nella Contea di Le Sueur.